# Еритроцитопоеза
Еритроцитопоеза је процес стварања зрелих еритроцита (црвених крвних зрнаца) из њихових матичних ћелија преко процеса размножавања, сазревања и губљења једра и дешава се (нормално) скоро искључиво у косној сржи, у оквиру морфолошке целине еритробластног острва.
За еритроцитопоезу су потребни бројни фактори: нормална грађа косне сржи, присуство у сржи свих чинилаца потребних за деобу и сазревање ћелија (Fe, Cu, Co, беланчевине, витамини – Б12 и фолна киселина), одговарајућа локална температура и нормална ендокрина регулација еритроцитопоезе. Косна срж сваког сата створи око 900 милиона црвених крвних зрнаца, а у случају потребе еритроцитопоеза се може повећати и за 6-8 пута. 

## Ћелије еритроцитне лозе
Прва ћелија препознате морфологије у еритроцитној лози је проеритробласт или пронормобласт, који настаје од опредељене унипотентне матичне ћелије (CFU-E). Проеритробласт је највећа ћелија еритроцитне лозе (20-25μm), има једно велико једро са једним или више једараца и јасно је одвојено од цитоплазме. Цитоплазма је умерено базофилна и не садржи гранулације. У овом ступњу сазревања почиње ендоцитоза  комплекса из ванћелијског матрикса.
Деобом проеритробласта настаје базофилни или рани еритробласт. Он је нешто мањи од свог претходника (16-18μm), нуклеолус му често није видљив, а цитоплазма заузима једну четвртину ћелије и изразито је базофилна, услед присуства бројних слободних рибозома. На њима се синтетише глобин, док у митохондријама почиње синтеза хема.
Деобом базофилног нормобласта настаје полихроматофилни или интермедијарни еритробласт (12-15μm). Уз смањење величине ћелије, смањује се и једро које сада заузима половину ћелијског волумена, а у цитоплазми постаје видљива синтеза хемоглобина као мањих ацидофилних поља у предоминантно базофилној цитоплазми.
Дељењем полихроматофилног нормобласта настаје ацидофилни или ортохроматски еритробласт (7-10μm). Једро ове ћелије је мало и у њему престаје синтеза ДНК (ћелија губи способност деобе), а цитоплазма сада заузима већи део ћелије и садржи велике количине хемоглобина.
Избацивањем једра од ацидофилног нормобласта настаје ретикулоцит, који у цитоплазми још увек садржи малу количину базофилне материје (остаци ћелијских органела). Једро дигестују макрофаге еритробластног острва. У овом стадијуму ћелије прелазе из косне сржи у крвоток преко синусоидних капилара процесом дијапедезе. Престаје ендоцитоза гвожђа, али се синтеза хемоглобина одвија још извесно време и постепено прекида.
Потребно је око пет дана да од проеритробласта настане ретикулоцит, а још два дана да од њега настане зрео еритроцит.
Све ове ћелије, почевши од проеритробласта па закључно са еритроцитом, се називају једним именом еритрон.

## Регулација производње еритроцита
Величину еритроцитопоезе регулише парцијални притисак кисеоника у ткивима. Свако стање које узрокује смањену испоруку кисеоника ткивима и ћелијама, изазива повећано стварање еритроцита.
Главни фактор који утиче на повећање еритроцитопоезе је хормон еритропоетин. То је гликопротеин, који се ствара највећим делом у бубрезима (90%), а једним делом и у јетри. Примарно место деловања овог хормона су унипотентне матичне ћелије, предодређене за стварање проеритробласта. Секундарно дејство еритропоетина је убрзавање уградње гвожђа у хем и убрзавање преласка ретикулоцита у периферну крв.
Осим еритропоетина и нервни систем и други хормони (андрогени, пролактин, вазоактивни хормони) и циклични аденозин-монофосфат (cAMP) делују на величину еритроцитопоезе.